# SchwuZ
Le SchwuZ (abréviation de « SchwulenZentrum ») est le premier club gay alternatif de Berlin-Ouest, fondé en 1977 dans le sillage de l'Action homosexuelle de Berlin-Ouest (HAW).

## Histoire

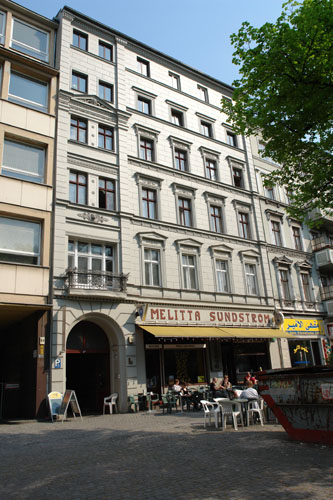
Le bâtiment à l'ancien emplacement Mehringdamm 61.

### 1971–1977
En août 1971, à la suite de la projection du film de Rosa von Praunheim, Ce n'est pas l'homosexuel qui est pervers, mais la situation dans laquelle il vit, au cinéma l'Arsenal, une cinquantaine de personnes se réunissent pour planifier la création de l'Action homosexuelle de Berlin-Ouest (HAW). Essentiellement composée d'étudiants gays politiquement engagés à gauche, l'un des points centraux des activités de l'HAW est la lutte pour la suppression du paragraphe 175 du Code pénal allemand. Ils reprennent entre autres la devise du film « Raus aus den Klappen, rein in die Straße » (Quittez les tasses, sortez dans la rue) et Rosa von Praunheim met à disposition un local situé en dessous de son atelier de cinéma dans la Dennewitzstraße.
Ils déménagent rapidement quelques rues plus loin, dans la Kulmer Straße. Les locaux, plus spacieux, permettent d'accueillir aussi bien des débats politiques que des discussions sur le SM, ou des soirées de jeux avec tombola et danse.

### 1977–1986
Après de violentes disputes sur la ligne politique à suivre, la HAW éclate finalement et une nouvelle génération de militants transforme les locaux de l'association en 1977 en un centre gay, le SchwuZ. À l'étage sont installés des sièges de cinéma, un comptoir, un tourne-disque et des enceintes. Puisque l'établissement n'a à ses débuts pas de licence de débit de boissons ni d'autorisation de gérer un club, la bière est offerte et l'entrée est à prix libre. Les hommes gays berlinois y trouvent alors une alternative à la sous-culture homosexuelle habituée des bistros. Le SchwuZ offre un endroit où s'amuser à des prix bon marché, sans code vestimentaire strict ni contrôle d'entrée. 
Il donne également une place de choix à la figure de la Tunte berlinoise, revendiquée par des homosexuels efféminés qui rejettent les codes de la respectabilité bourgeoise et l'assimilation à l'hétéronormativité. C'est à ce titre qu'une des salles est renommée « Tante-Magnesia-Raum », référence camp au médecin et sexologue Magnus Hirschfeld, précurseur de la libération homosexuelle.
Le SchwuZ est le point de cristallisation de nombreux projets et activités aussi bien politiques que festives. Il s'y développe entre autres le Téléphone rose (rosa Telefon) – précurseur du futur Schwulenberatung –, une première chorale gay et un organe de revue de presse de tout ce qui parait dans les médias allemands sous le mot-clé « homosexualité ». C'est également au SchwuZ que s'organise la toute première Christopher Street Day berlinoise en 1979. C'est toujours dans ce cercle que nait l'idée d'un bulletin d'information communautaire, diffusé une fois par mois. En avril 1984, parait ainsi le premier numéro de Siegessäule, « le mensuel gay de Berlin ». 
Différents groupes, à l'image de la section gay de l'Allgemeiner Studierendenausschuss (sorte de parlement étudiant de Berlin) y organisent régulièrement des soirées dansantes. Le SchwuZ acquiert ainsi un rôle central dans le réseau de plus en plus étroit des groupes homosexuels berlinois, qui aménera plus tard à la création du Treffens Berliner Schwulengruppen (Rencontre de groupes gays berlinois).
Dès les débuts de l'épidémie de VIH/sida dans les années 1980, le SchwuZ devient un espace de coordination des actions. Une troupe d'artistes travesties nommée les « SchwuZ-Tunten », investissent à ce titre la petite scène du Centre : c'est l'époque de Chou Chou de Briquette, Ichgola Androgyn, BeV StroganoV, Tima die Göttliche, Ovo Maltine, Pepsi Boston, Melitta Poppe et Melitta Sundström.

### 1986–1995
C'est à nouveau au quatrième étage, cette fois dans le quartier de Kreuzberg (Hasenheide 54), que le SchwuZ déménage au tournant de l'année 1986/87. Dans ce même bâtiment même se trouve de 1989 à 2013 le Schwules Museum et, jusqu'en 2008, l'Allgemeine Homosexuelle Arbeitsgemeinschaft (de)(AHA). L'ancien salon pour activistes se transforme alors en un club de plus en plus important, capable d'accueillir aussi bien des artistes locaux tels que la Teufelsberg Produktion, Die Tödliche Doris, Cora Frost ou Rosenstolz ; que l'écrivain allemand Ronald M. Schernikau, qui fait jouer pour la première fois sa pièce « Die Schönheit » par les SchwuZ-Tunten.

### 1995–2013
L'année 1995 marque un nouveau déménagement, cette fois dans un labyrinthe de caves sur le Mehringdamm. Les soirées à thème sont à l'ordre du jour et les drag queens remplacent petit à petit les Polit-Tunten des années 1980, aux sons des DJ aux style musicaux les plus variés : schlager, rock, techno ou disco. Si, au début, tous les participants travaillent bénévolement, une étape de professionnalisation est amorcée en 1999, qui s'accompagne d'une rénovation complète des locaux et de la rémunération systématique des personnes qui travaillent en soirée.

### Après 2013
En automne 2013, le SchwuZ emménage finalement dans l'ancienne brasserie Kindl, au 26 de la Rollbergstraße à Neukölln. Les locaux, beaucoup plus vastes, sont alors en mesure d'accueillir un nombre croissant de visiteurs pour des fêtes pleines à craquer, de grands concerts, ainsi que des débats politiques. La Polit-Tunte autoproclamée Patsy l'Amour laLove (de) y organise entre autres une série de show nommée « Polymorphia ». La chaîne de télévision franco-allemande Arte y organise quant à elle ses concerts « Berlin Live », et des stars mondiales comme Jean-Paul Gautier, Donovan, Eric Burdon, Petula Clark ou Katy Perry sont aperçues.
Le SchwuZ participe à l'action « United We Stream » de la scène des clubs berlinois, qui subit des pertes massives du fait des mesures prises pendant la pandémie de COVID-19.
Menacé d'insolvabilité, le club dépose fin juillet 2025 une demande de mise en faillite.

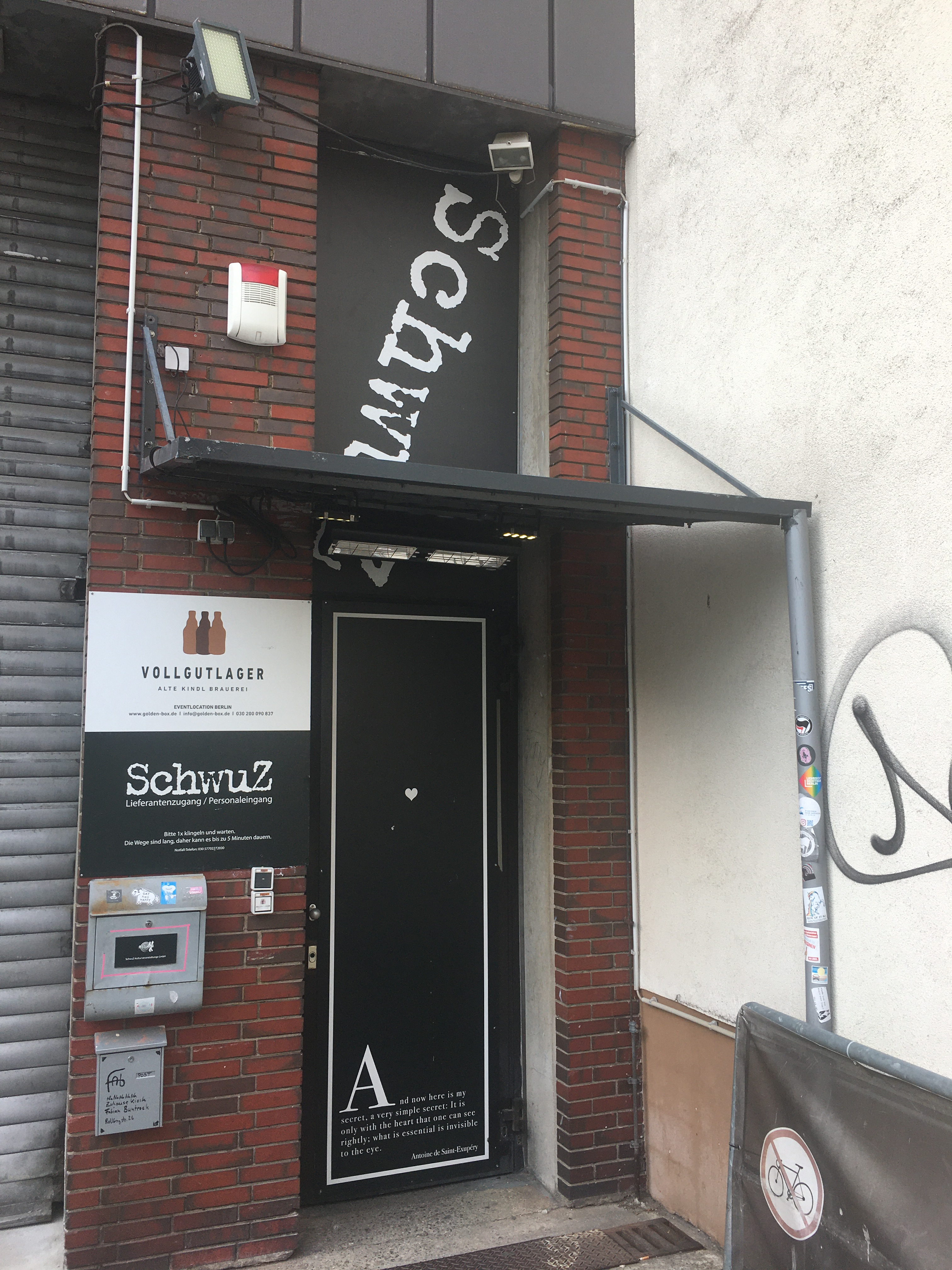
L'entrée du SchwuZ, au 26 de la Rollbergstraße à Neukölln.